# 羅斯堡 (明尼蘇達州)
羅斯堡（英語：Rossburg）是位於美國明尼蘇達州艾特金縣斯潘塞鎮區的一個非建制地區。

## 地理
羅斯堡所處的海拔為高於海平面378米（即1240英呎），而該地所採用的時區為UTC-6，即北美中部時區（CST）。同時該地設有夏令時間，為UTC-6調快一小時，即UTC-5（CDT）。